# Zacharias Topelius
Zacharias Topelius (Nykarleby, 14 gennaio 1818 – Sipoo, 12 marzo 1898) è stato uno scrittore finlandese di lingua svedese.
Giornalista e professore di storia, Topelius si interessò, insieme a Runeberg e Lonnrot, alla conservazione e alla diffusione del patrimonio culturale nazionale finlandese. 
Nella Finlandia dell'Ottocento, bilingue e dominata dalla corrente nazionalistico-romantica, Topelius pubblicò raccolte di liriche romantiche, in versi armoniosi e duttili, forse i più musicali che siano mai stati scritti in lingua svedese. 
Con Racconti di un medico militare, periodo 1853-1867, si pone proprio sulla scia di Runeberg nell'intento di dare al popolo finlandese una tradizione storica. Molto note e diffuse sono le sue Fiabe, periodo 1847-1852 e le Letture per bambini, 1865-1896; è inoltre autore del canto natalizio Nu så kommer julen.

## Opere principali
- Sagor, 1847-52, Fiabe, in 4 volumi;
- Fältskärns berättelser, 1853-67, (Välskärin kertomuksia) - Racconti di un medico militare, in 5 volumi;
- Brita Ksrifvars, 1867, (Briitta Skrifvars);
- Boken om vårt land, 1875 (Maamme-kirja);
- Princessan av Cypern, 1881, (Kypron prinsessa) - La principessa di Cipro;
- Vinterqvällar, 1881 (Talvi-iltain tarinoita);
- Lasning for barn, 1865-1896 - (Lukemisia lapsille) - Letture per bambini, in 8 volumi.

## Opere in italiano
- Template:Castelli d'aria